# Astral box
『astral box』（アストラル・ボックス）は、aikoの1枚目のインディーズミニ・アルバム。1997年12月20日に発売された。

## 解説
- aikoとして単独名義で発売された最初の作品。
- 過去にインディーズ取扱店の店頭やオフィシャルファンクラブにて販売されていたが、現在は廃盤。

## 曲目
1. DO YOU THINK ABOUT ME?
（作詞・作曲：AIKO　編曲：島田昌典）
  - メジャー26thシングル『戻れない明日』にもカップリング曲としてリアレンジし収録されている。
2. キスでおこして
（作詞・作曲：AIKO　編曲：島田昌典）
  - メジャー8thシングル『ロージー』にもカップリング曲としてリアレンジし収録されている。
3. HOW TO LOVE
（作詞・作曲：AIKO　編曲：島田昌典）
4. POWER OF LOVE
（作詞・作曲：AIKO　DYSK　編曲：島田昌典）
  - メジャー2ndアルバム『桜の木の下』の9thトラックにもリアレンジし収録されている。
5. 光のさすあしもと
（作詞・作曲：AIKO　編曲：島田昌典）